# Capa-Haus

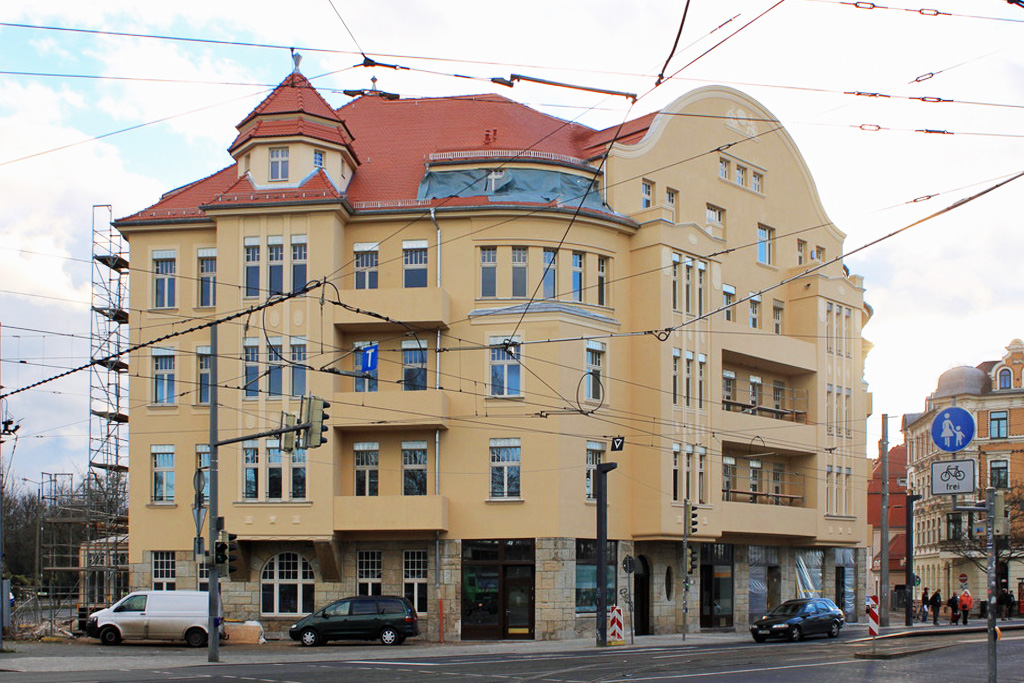
Capa-Haus im Dezember 2015

Das Capa-Haus in der Jahnallee 61 in Leipzig-Lindenau ist nach dem US-amerikanischen Kriegsreporter und -fotografen Robert Capa (geboren als Endre Ernő Friedmann, * 22. Oktober 1913 in Budapest, ab 1946 US-Staatsbürger, † 25. Mai 1954) benannt. Capa fotografierte dort die Fotoreihe „Last man to die“ (Der letzte Tote) vom hier gefallenen US-Soldaten Raymond J. Bowman. Die Aufnahmen wurden mit ihrer Veröffentlichung im Life Magazine international bekannt.

## Geschichte

Foto von Robert Capa kurz vor dem Tod des Soldaten

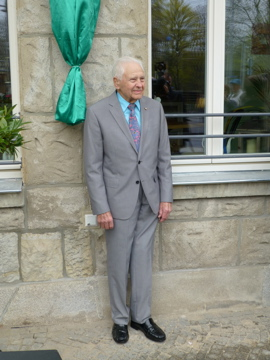
Lehman Riggs vor der Enthüllung der Gedenktafel am Capa-Haus am 17. April 2016

Während der Befreiung Leipzigs am 18. April 1945 durch amerikanische Truppen befanden sich Soldaten der 2. US-Infanterie-Division im Gebäude Jahnallee 61 (2. Etage), die die Erstürmung der Zeppelinbrücke in unmittelbarer Nachbarschaft mit einem Browning MG Kaliber .30 decken sollten. Dabei wurde ein Soldat tödlich getroffen. Robert Capa begleitete damals die US-Soldaten, und er konnte so die Ereignisse der letzten Kriegstage in Leipzig dokumentieren. Die Fotoserie von Robert Capa aus der Leipziger Jahnallee wurde erstmals im Life Magazine am 14. Mai 1945 veröffentlicht, ohne jedoch den Namen des Opfers zu nennen. Die Identität Bowmans wurde erst 67 Jahre später durch Lehman Riggs und den Militärhistoriker Jürgen Möller geklärt.
70 Jahre nach Bowmans Tod wurde das Teilstück der Erich-Köhn-Straße, das dem Capa-Haus gegenüberliegt, am 18. April 2015 im Rahmen einer Feierlichkeit in Capastraße umbenannt.

## Gegenwart
Das Haus stand seit Ende 1990 leer. In der Silvesternacht 2011/2012 brannte es zum Teil ab und der Abriss konnte nur durch eine Bürgerinitiative aufgehalten werden. Der Investor Horst Langner übernahm die aufwändige denkmalgerechte Sanierung, die 2016 abgeschlossen wurde. Für die gelungene Sanierung wurde das Haus mit dem Bernhard-Remmers-Preis ausgezeichnet. Im Dezember 2015 wurde bereits das Café Eigler eröffnet. Damit die Ereignisse des 18. April 1945 nicht in Vergessenheit geraten, erinnert seit dem 17. April 2016 ein Ausstellungsraum im Erdgeschoss daran.
Aus gegebenen Anlass reiste der inzwischen 96-jährige amerikanische Zeitzeuge Lehman Riggs (er erlebte in unmittelbarer Nähe den Tod seines Kameraden Raymond Bowman) an den historischen Ort zurück, um u. a. die Straßenumbenennung an der Ecke Jahnallee/Lützner Straße in Bowmanstraße sowie die Enthüllung der Gedenktafel Raymond J. Bowmann nach einem Entwurf von Harald Alff am Capa-Haus persönlich mit vorzunehmen. Am 18. April 2019 gedachte die US-Konsulin Emily Yasmin Norris vor dem Capa-Haus der Weltkriegsopfer, hier insbesondere des in diesem Haus gefallenen US-Soldaten Raymond J. Bowman. Gleichzeitig erinnerte sie an Lehman Riggs, der gemeinsam mit Bowman auf diesem Balkon kämpfte.
Lehman Riggs wurde 101 Jahre alt. Er verstarb im Jahre 2021 in Cookeville.
Der neue Gebäudekomplex um das Capa-Haus heißt nach der Sanierung Palmengarten-Palais.
Im September 2021 wurde bekannt, dass das Café Eigler zum Monatsende schließt. „Corona hat unser Café im Capa-Haus zerstört“, erklärte Pächter Thomas Eigler.
Zum 1. Juli 2023 wurde im ehemaligen Café Eigler der „Erinnerungsort Capa-Haus“ als Ausstellungs-, Veranstaltungs- und Begegnungsort neu eröffnet, der nicht nur Robert Capa, sondern auch seiner Partnerin, der (Kriegs-)Fotografin Gerda Taro, gewidmet ist. Die CAPA Culture gGmbH verantwortet Veranstaltungen, Projekte und Sonderausstellungen, der Hentrich & Hentrich Verlag für jüdische Kultur und Zeitgeschichte unterstützt den „Erinnerungsort Capa-Haus“ sowohl fachlich als auch personell. Das Stadtgeschichtliche Museum Leipzig kuratiert und entwickelt den Dauerausstellungsbereich. Die Initiative Capa-Haus ist Projektpartner.

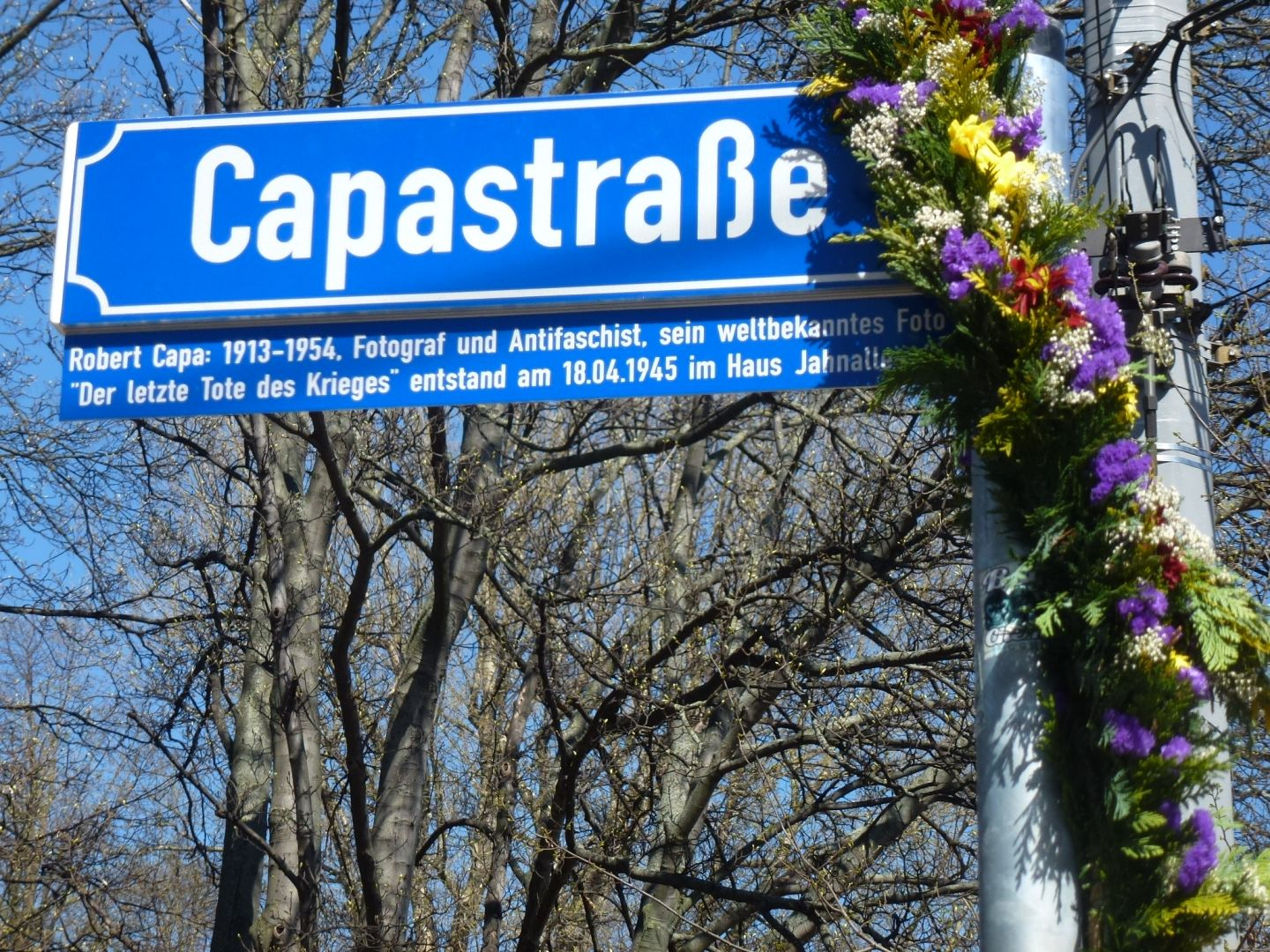
Capastraße in Leipzig
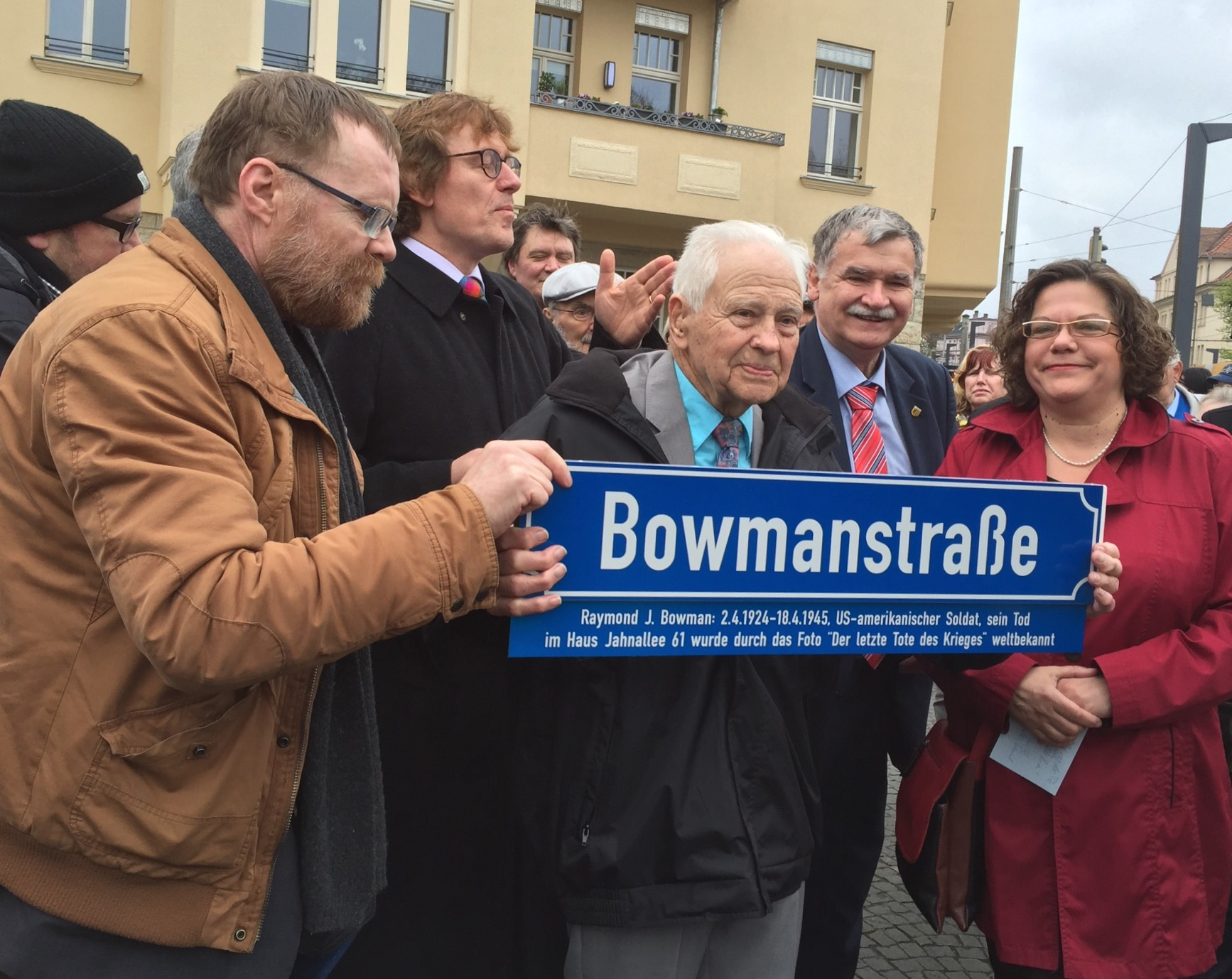
Lehman Riggs in Leipzig am 17. April 2016

80 Jahre nach Kriegsende wurde am 17. April 2025 der Befreiung durch die Amerikaner in Leipzig im Capa-Haus gedacht. Prominenter Gast war Albert II. (Monaco).

## Denkmalwert des Capa-Hauses
Das 1909 bis 1910 als Miethaus errichtete Capa-Haus in Reformstil-Architektur steht unter Denkmalschutz. Zunächst als „herrschaftliche[s] Wohnhaus“ für den Goldschmied Oskar Menzel jun. (Architekt: F. Otto Gerstenberger) erbaut, wechselte es bereits 1914 die Besitzer. In den Räumlichkeiten des oben erwähnten Café Eigler befanden sich früher die „Konditorei und Kaffeehaus des Westens“, dann die Anger-Tanzbar und später die von der HO betriebene Tanzbar „Melodie“. Eine genauere Beschreibung befindet sich auf der Liste der Kulturdenkmale in Altlindenau, H–N unter Jahnallee 61.